# St. Michael (Kreenheinstetten)

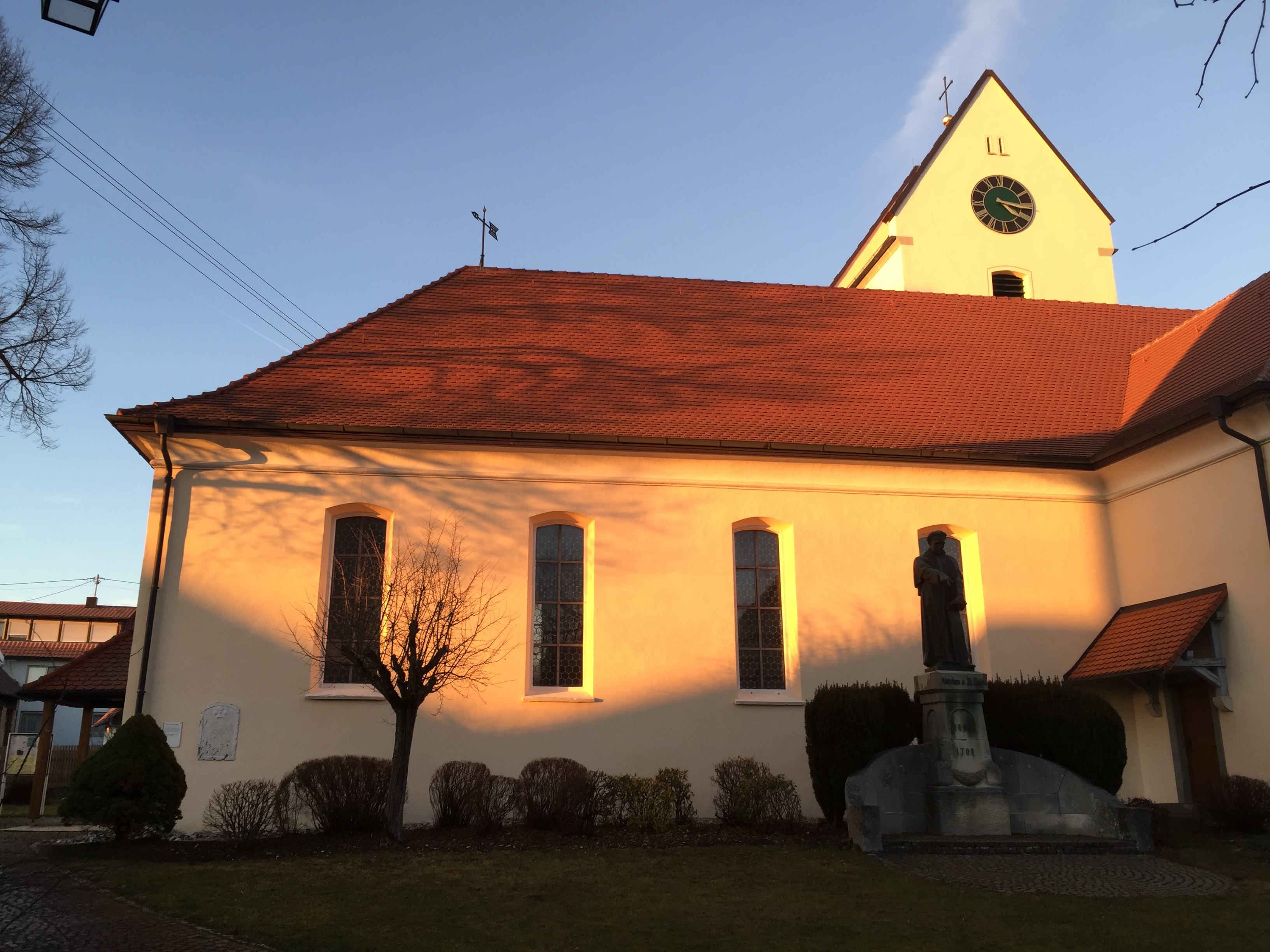
St. Michael

St. Michael ist die römisch-katholische Pfarrkirche von Kreenheinstetten, einem Ortsteil von Leibertingen im Landkreis Sigmaringen.

## Geschichte
Die Pfarrkirche St. Michael wurde zwischen 1778 und 1782 im Übergangsstil vom Spätbarock zum Klassizismus nach Plänen des fürstenbergischen Hofbaumeisters Franz Joseph Salzmann erbaut. Die Saalkirche hat einen Chor mit 3/4-Schluss und einer Loge über der Sakristei. Der wuchtige Nordturm stammt jedoch im Untergeschoss noch von einem spätromanischen Vorgängerkirche aus dem 13. Jahrhundert, nur er überstand den Brand von 1445. Wohl aus einer gotischen Vorgängerkirche erhielt sich der Taufstein, über dem der berühmte kaiserliche Hofprediger in Wien Abraham a Sancta Clara am 3. Juli 1644 bürgerlich als Hans Ulrich Megerle getauft wurde.

## Architektur

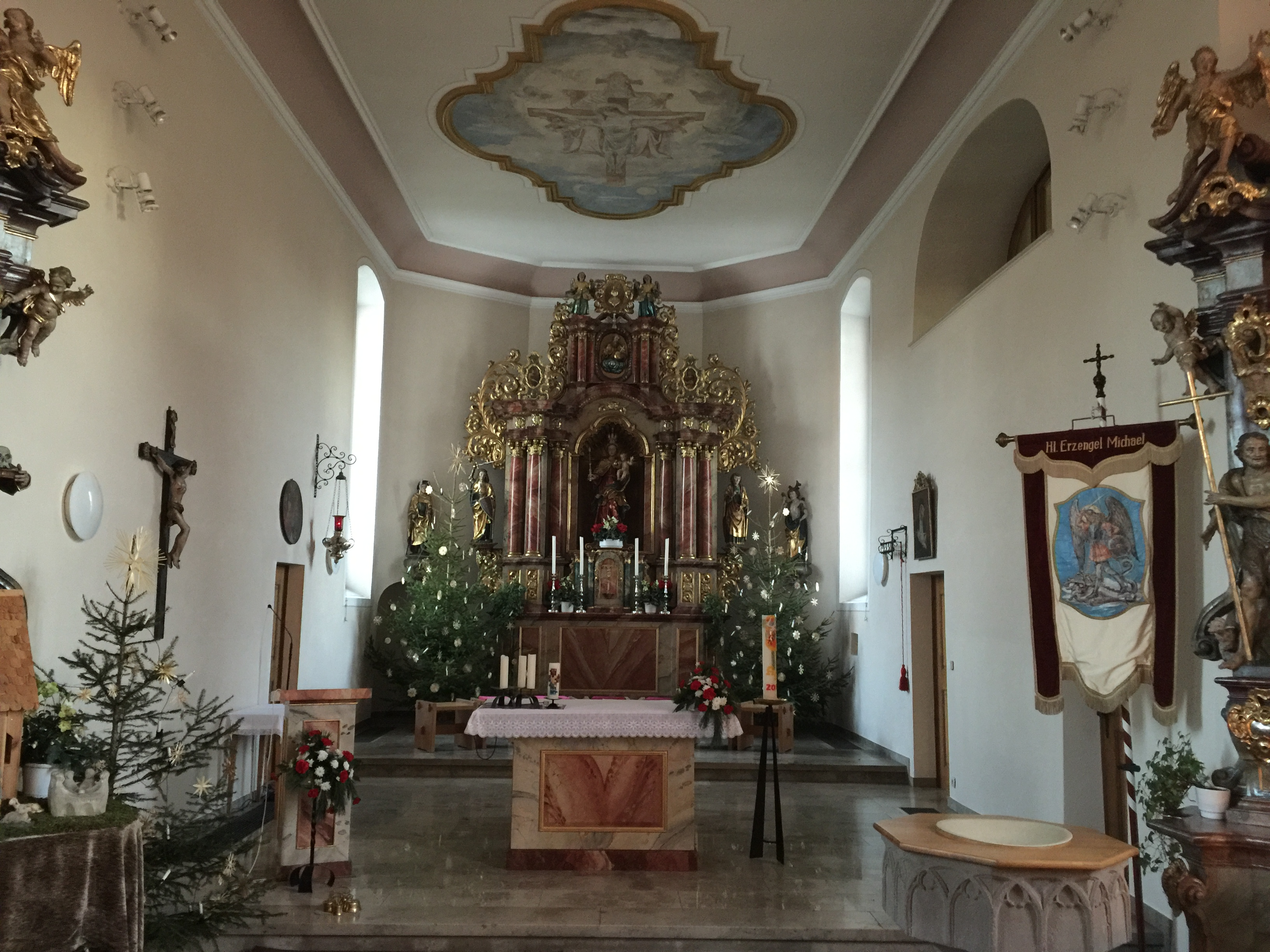
Chor

Der Innenraum des Sakralbaus zeigt neubarocke Deckenfresken von Linus Mayer aus dem Jahr 1928. Der barocke Hochaltar (Sakramentsaltar) mit Schnitzereien von 1721/1722 stammt aus der Werkstatt des Villinger Schnitzers Joseph Anton Schupp und wurde im Jahr 1958 von der Schwenninger Pfarrkirche übernommen. Die Seitenaltäre von 1772 mit Rokoko-Aufbau schuf Christian Sieger. Der nördliche Nebenaltar hat ein Hauptblatt mit Weihnachtsszene von 1772 aus der Hand des Malers Anton Korb. Der südliche Nebenaltar zeigt eine Darstellung des Heiligen Arbogast, ein Werk des Malers Wendelin Moosbrugger. Vom ehemaligen Hochaltar sind fünf spätgotische Figuren aus der Ulmer Werkstatt Weckmann um 1505 erhalten: Die Madonna, eine Marienfigur an der nördlichen Wand des Kirchenschiffs, sowie die vier die Heiligen Johannes, Sebastian, Wendelin und Michael im Altarraum. Die Rokoko-Kanzel wurde um 1750 vom Kunstschreiner Matthäus Bäusch geschaffen. Der Kirchturm, das Pfarrscheuerdach und die Kreuzwegstationen im Gotteshaus sind sanierungsbedürftig. Die Kirche ist dem Heiligen Michael geweiht.

## Anmerkungen

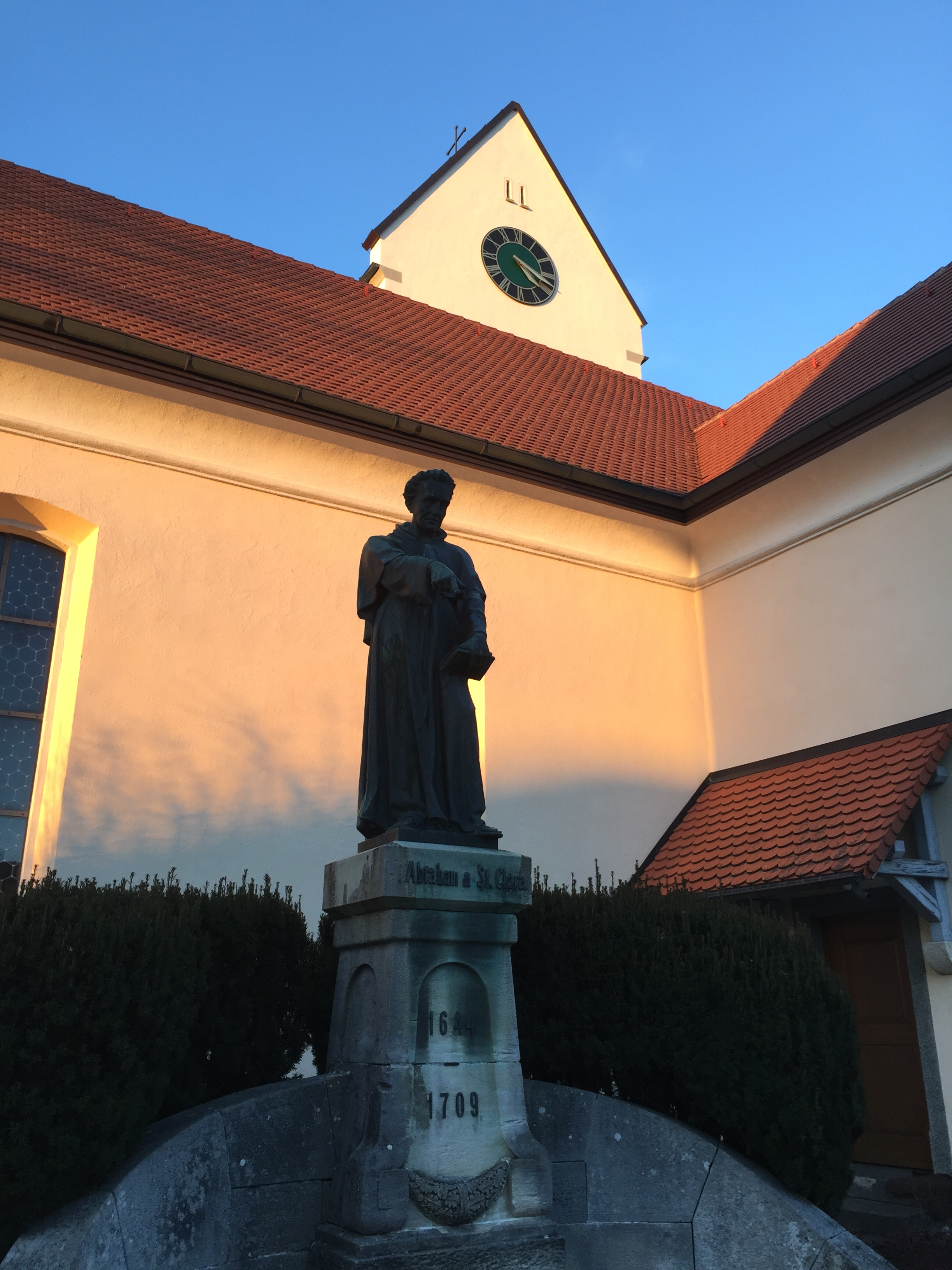
Statue Abraham a Santa Clara